# 天下唱片
天下唱片事業有限公司是台灣曾經存在的唱片公司，原名天下有聲出版社，1986年5月2日成立，旗下藝人有黃安、楊慶煌、鄧妙華、費玉清等人，1994年4月26日解散。